# Ulica Bolesława Chrobrego w Skwierzynie
Ulica Bolesława Chrobrego (dawniej Lindenstraße) – ulica w centrum Skwierzyny. Większość jej starej zabudowy została zniszczona w czasie II wojny światowej i tuż po jej zakończeniu. Pozostało przy niej kilka starych, parterowych budynków oraz kilka kamienic. Reszta zabudowy to budownictwo powojenne, z ostatnich kilkudziesięciu lat.
Przy ulicy znajduje się m.in. Kościół Świętego Zbawiciela.

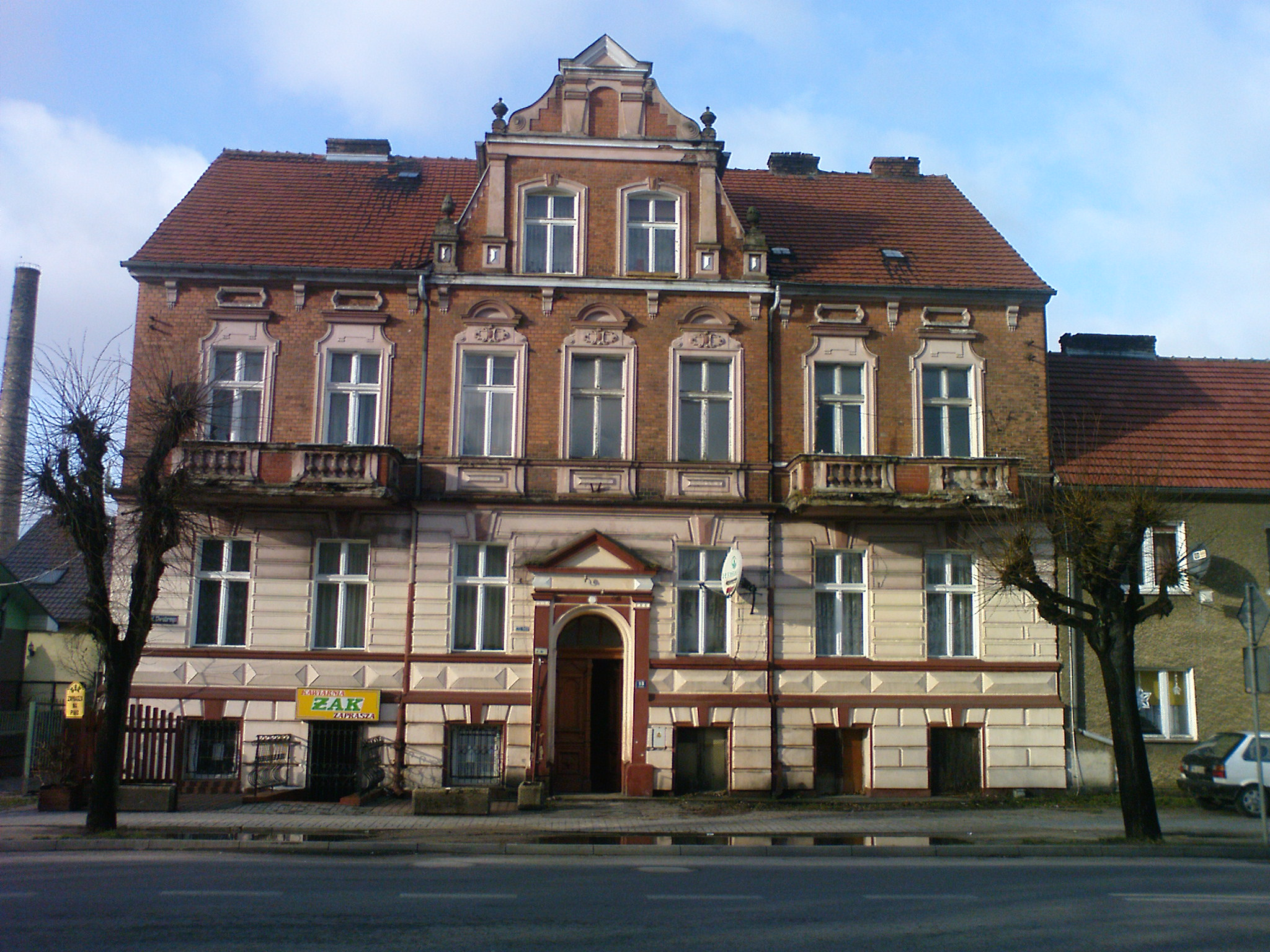
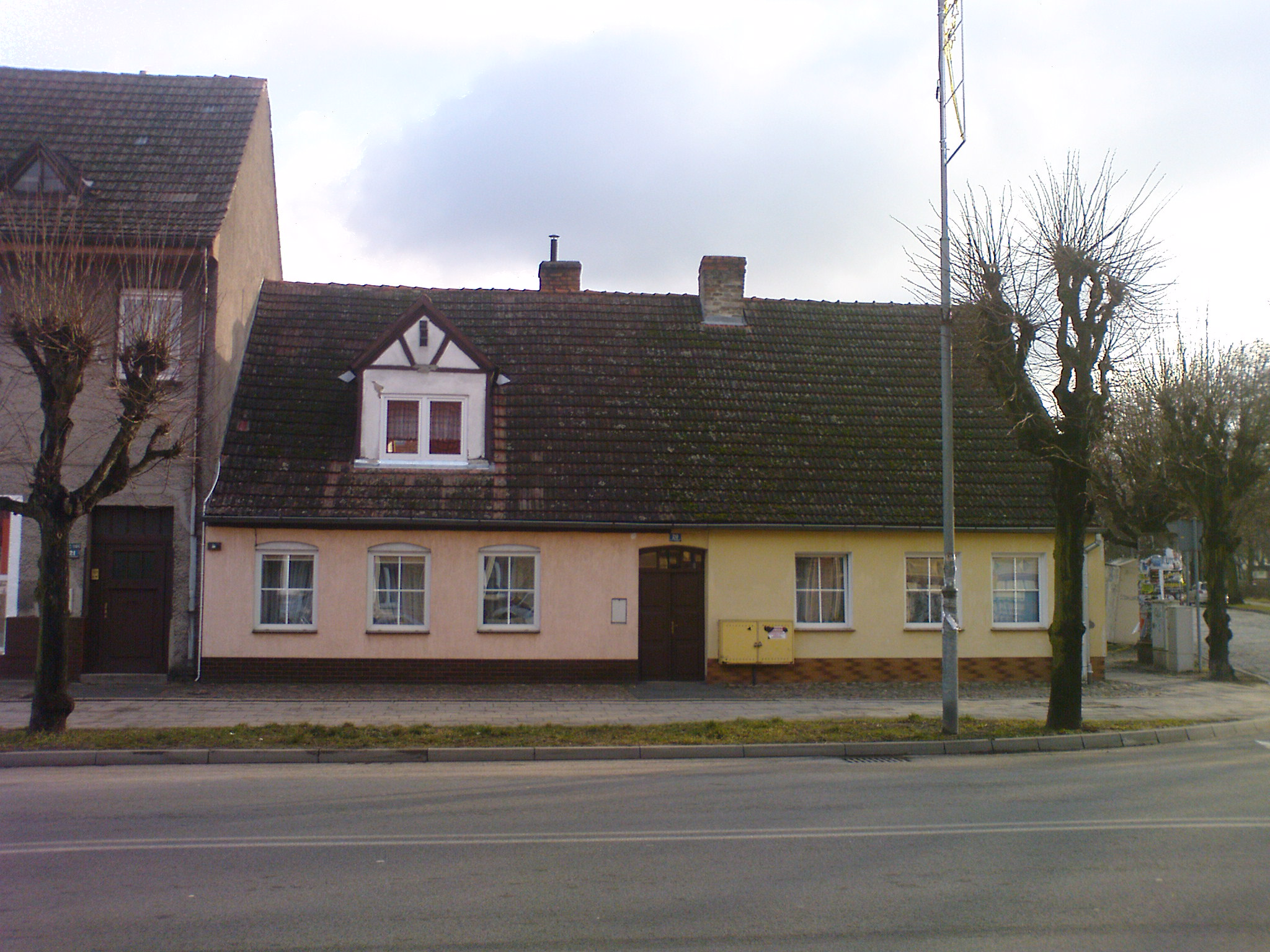
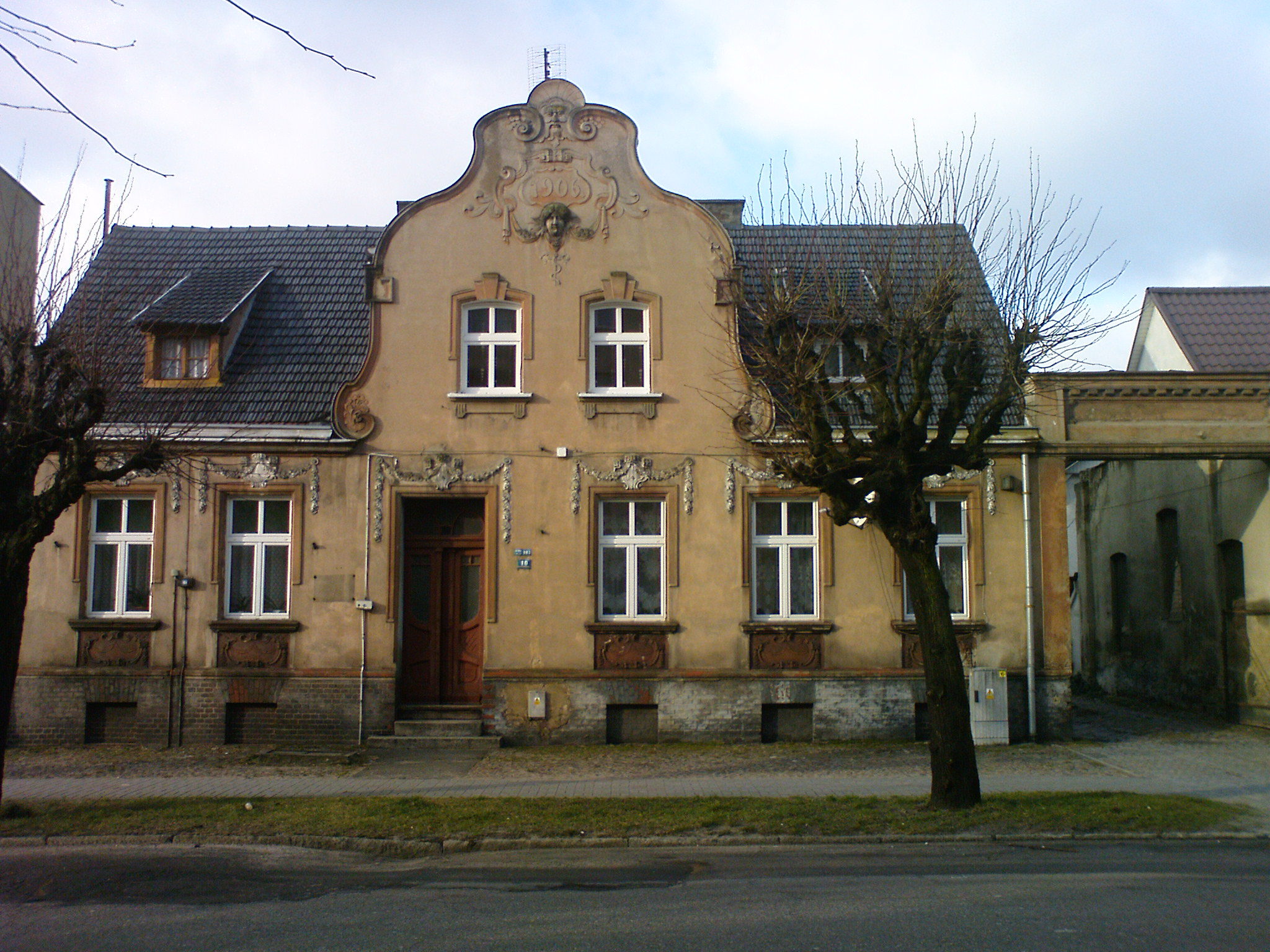